# Deget pătrat
Deget pătrat war eine kleine rumänische Flächeneinheit in der Walachei. Das Maß kann als das Quadrat des Maßes Finger verstanden werden.
- 1 Deget pătrati = 10 Linii pătrati = 6,04 Quadratzentimeter
- 100 Deget pătrati = 1 Palme pătrati
- 6400 Deget pătrati = 1 Stânjen pătrati (Quadratklafter)